# Понте ди Таволе II (Кампобасо)
Понте ди Таволе II је насеље у Италији у округу Кампобасо, региону Молизе.
Према процени из 2011. у насељу је живело 23 становника. Насеље се налази на надморској висини од 594 м.